# Артерия Адамкевича
Артерия Адамкевича (также называемая артерия поясничного утолщения; большая передняя радикуломедуллярная артерия) — кровоснабжает нижнюю часть спинного мозга (начиная с позвонка от Т6 — T10). Анастомозирует с передней спинальной артерией спинного мозга. Названа в честь польского врача и патологоанатома Альберта Войцеха Адамкевича.
Артерия Адамкевича (АА) обнаруживается у 85 % людей и, если присутствует, обычно одиночная. Примерно в 10 % случаев наблюдается двойная АА. В около 20 % случаев АА является единственной артерией, кровоснабжающей нижние отделы спинного мозга.
Имеет диаметр от 0,8 до 2мм. Может ответвляться от спинного ответвления дорсальной ветви одной из межрёберных артерий (обычно в пределах от 5--й до 11й), подрёберной артерии или одной из поясничных (чаще всего из первой левой). Поднимается по средней сагиттальной передней поверхности спинного мозга, обычно на расстояние меньше двух с половиной позвонков, при анастомозе с передней спинальной артерией принимает характерный «шпилечный поворот», в остальном имеет прямое течение по сравнению с более извилистой передней радикуломедуллярной веной.
Нарушение кровообращения в этой артерии либо в питающей её артерии (расслоение, злокачественные новообразования, констрикция при использовании адреналина в качестве адъюванта, шунтирование при оперативном вмешательстве и т д.) может приводить к тяжёлым и необратимым неврологическим последствиям, в том числе развитию синдрома передней спинальной артерии (синдром Преображенского) или спинальному инсульту.